# ミュンスター・オスナブリュック国際空港
ミュンスター・オスナブリュック国際空港（ミュンスター・オスナブリュックこくさいくうこう、独: Flughafen Münster/Osnabrück、英: Münster-Osnabrück International Airport）はドイツのミュンスターとオスナブリュックの中間に位置する国際空港である。

## 概要
ミュンスター・オスナブリュック国際空港はノルトライン・ヴェストファーレン州にあり、ミュンスターからは約25km、オスナブリュックからは約35kmの地点である。1972年に開港した。2019年の利用者数は約98万人だった。

## 就航路線

### 国内線
- ドイツ
  - フランクフルト・アム・マイン
  - ミュンヘン
  - ニュルンベルク
  - シュトゥットガルト

### 国際線
- トルコ
  - アンタルヤ
- イギリス
  - ロンドン
- スペイン
  - マヨルカ島
  - グラン・カナリア島
  - フエルテベントゥーラ島
  - テネリフェ島

## 乗り入れ航空会社
- ルフトハンザ航空
- ユーロウィングス
- サン・エクスプレス
- コレンドン航空
- ライアンエア